# Klaus Kröppelien
Klaus Kröppelien  (Rostock, 29 juni 1958) is een voormalig Oost-Duits roeier. Hij debuteerde op de wereldkampioenschappen roeien 1979 met de titel in de dubbel-vier. Een jaar later behaalde Kröppelien samen met Joachim Dreifke de olympische titel in de dubbel-twee. Hij won samen met Dreifke de wereldtitel in 1981 en 1981. De twee sloten hun carrière af met een zilveren medaille op de wereldkampioenschappen roeien 1983. Door de boycot van het Oostblok kon Kröppelien niet deelnemen aan de Olympische Zomerspelen 1984.

## Resultaten
- Wereldkampioenschappen roeien 1979 in Bled  in de dubbel-vier
- Olympische Zomerspelen 1980 in Moskou  in de dubbel-twee
- Wereldkampioenschappen roeien 1981 in München  in de dubbel-twee
- Wereldkampioenschappen roeien 1982 in Luzern  in de dubbel-twee
- Wereldkampioenschappen roeien 1983 in Duisburg  in de dubbel-twee

1904: John Mulcahy & William Varley ·
1920: Paul Costello & John B. Kelly, Sr. ·
1924: Paul Costello & John B. Kelly, Sr. ·
1928: Paul Costello & Charles McIlvaine ·
1932: Kenneth Myers & Garrett Gilmore ·
1936: Jack Beresford & Leslie Southwood ·
1948: Richard Burnell & Bert Bushnell ·
1952: Tranquilo Cappozzo & Eduardo Guerrero ·
1956: Aleksandr Berkoetov & Joeri Tjoekalov ·
1960: Václav Kozák & Pavel Schmidt ·
1964: Oleg Tjoerin & Boris Doebrovsky ·
1968: Anatoli Sass & Aleksandr Timosjinin ·
1972: Aleksandr Timosjinin & Gennadi Korsjikov ·
1976: Frank Hansen & Alf Hansen ·
1980: Joachim Dreifke & Klaus Kröppelien ·
1984: Bradley Lewis & Paul Enquist ·
1988: Nico Rienks & Ronald Florijn ·
1992: Stephen Hawkins & Peter Antonie ·
1996: Agostino Abbagnale & Davide Tizzano ·
2000: Luka Špik & Iztok Čop ·
2004: Sébastien Vieilledent & Adrien Hardy ·
2008: David Crawshay & Scott Brennan ·
2012: Nathan Cohen & Joseph Sullivan  ·
2016: Martin Sinković & Valent Sinković ·
2020: Hugo Boucheron & Matthieu Androdias  ·
2024: Andrei Cornea & Marian Enache